# Fiat C.29
Die Fiat C.29 war ein Rennflugzeug des italienischen Flugzeugherstellers Fiat Aviazione aus dem Jahr 1929.

## Geschichte
Der Flugkonstrukteur Celestino Rosatelli entwickelte die C.29 für die Schneider Trophy 1929. Insgesamt wurden drei Wasserflugzeuge gebaut. Zwei gingen bereits bei der Erprobung am Gardasee verloren. Bei dem Unfall am 16. Juli 1929 wurde der Pilot Francesco Agello verletzt von seinen Mechanikern aus dem Wasser gerettet. Die dritte C.29 mit der Seriennummer 130bis wurde zum Rennen nach Calshot am Solent mitgenommen und dort gezeigt, aber nicht geflogen. Der Kapitän des italienischen Teams bemängelte das Reglement, das die robusteren britischen Flugzeuge bevorteilte.

„[…] there are many irksome conditions in the rules which make it impossible to put the fastest machines in the race. The machines have to pass so many tests which are irrelevant to their speed.“

Die italienische Mannschaft erreichte am 6. und 7. September 1929 mit den Macchi M.52 und M.67 die Plätze 2, 5 und 6. Der erste Platz ging an den britischen Piloten Richard „Henry“ Waghorn auf einer Supermarine S.6.

## Konstruktion
Die Fiat C.29  wurde im Vergleich zu anderen Rennflugzeugen als sehr klein beschrieben.  Das Cockpit war – im Gegensatz zu allen anderen Flugzeugen im Wettbewerb – mit einer Cockpithaube vollständig geschlossen.
Das Seitenleitwerk wurde zumindest beim dritten Flugzeug deutlich nach unten vergrößert, um den Stabilitätsproblemen um die Hochachse zu begegnen.
Das Triebwerk Fiat AS.5 flog ausschließlich in den drei gebauten C.29. Der V-12-Motor war relativ zu zeitgenössischen Motoren klein und leicht. Er erreichte seine Höchstleistung bei 3200 min−1.

## Technische Daten

Fiat C.29, erste Ausführung

| Kenngröße                           | Daten                                                                 |
| ----------------------------------- | --------------------------------------------------------------------- |
| Besatzung                           | 1                                                                     |
| Höchstgeschwindigkeit (projektiert) | 400 mph (ca. 640 km/h)                                                |
| Landegeschwindigkeit                | 130 mph (ca. 210 km/h)                                                |
| Triebwerk                           | ein 12-Zylinder-V-Motor Fiat AS.5 (1000 PS, bis zu 1200 PS im Rennen) |

## Erhaltenes Flugzeug
Ein Flugzeug mit der Seriennummer 130bis ist im italienischen Luftfahrtmuseum Vigna di Valle ausgestellt.